# Ischnura vinsoni
Ischnura vinsoni är en trollsländeart som beskrevs av Fraser 1949. Ischnura vinsoni ingår i släktet Ischnura och familjen dammflicksländor. Inga underarter finns listade i Catalogue of Life.